# Die Geschichte der stillen Mühle
Die Geschichte der stillen Mühle è un film muto del 1914 diretto da Richard Oswald. La sceneggiatura di Oswald si basa su La storia della macina inattiva (Die Geschichte der stillen Mühle), racconto di Hermann Sudermann, pubblicato nel 1888 in Geschwister: Zwei Novellen.

## Trama
La trama è basata su un classico ménage à trois. La giovane Gertrud è sposata con il figlio del mugnaio Martin. Martin ha un fratello di nome Johannes, nove anni più giovane di lui, che sta tornando a casa dal servizio militare all'estero. Si crea gradualmente una situazione di desideri subliminali, reciproci e tuttavia proibiti.

## Produzione
Il film fu prodotto dalla Projektions-AG Union (PAGU) e dalla Vitascope GmbH.

## Distribuzione
Il film, che aveva ottenuto il visto di censura il 10 dicembre 1914, uscì nelle sale cinematografiche tedesche nel dicembre 1914. A Berlino, fu presentato in prima al Kurfürstendamm in una proiezione per la stampa.